# Henotesia grandis
Henotesia grandis är en fjärilsart som beskrevs av Charles Oberthür 1916. Henotesia grandis ingår i släktet Henotesia och familjen praktfjärilar. Inga underarter finns listade i Catalogue of Life.